# Rudträsket (Nederkalix socken, Norrbotten)
Rudträsket är en sjö i Kalix tätort i Kalix kommun i Norrbotten och ingår i Kalixälvens huvudavrinningsområde. Sjön har en area på 0,0503 kvadratkilometer och ligger 18 meter över havet.

## Delavrinningsområde
Rudträsket ingår i det delavrinningsområde (732687-183399) som SMHI kallar för Namn saknas. Medelhöjden är 18 meter över havet och ytan är 5,62 kvadratkilometer. Räknas de 1041 avrinningsområdena uppströms in blir den ackumulerade arean 18 060,64 kvadratkilometer. Avrinningsområdets utflöde Kalixälven (Kaitumälven) mynnar i havet. Avrinningsområdet består mestadels av skog (34 procent). Avrinningsområdet har 0,78 kvadratkilometer vattenytor vilket ger det en sjöprocent på 13,9 procent. Bebyggelsen i området täcker en yta av 2,68 kvadratkilometer eller 48 procent av avrinningsområdet.